# Arend Buchholtz
Arend Buchholtz (né le 29 mars 1857 à Riga et mort le 29 octobre 1938 à Berlin) est bibliothécaire et éditeur au Rigaische Stadtblätter (de), membre correspondant de la Société d'histoire et d'antiquité des provinces baltes de Russie (de) et premier directeur de la Bibliothèque de la ville de Berlin (de).

## Biographie
Arend Buchholtz est le fils d'August Wilhelm Buchholtz (de) et de sa femme Henriette, née Bärnhoff.
Le 1er janvier 1890, Buchholtz prend ses fonctions de bibliothécaire municipal de Berlin. En 1892, il prend la direction des bibliothèques publiques municipales. Grâce à lui, les efforts pour fonder une bibliothèque municipale au centre de Berlin reçoivent une impulsion décisive. Buchholtz remet au magistrat berlinois un mémorandum dans lequel il demande que des salles de lecture soient installées à côté des bibliothèques publiques. Selon la décision du conseil municipal de Berlin du 3 février 1898 le magistrat doit s'occuper de l'établissement d'une bibliothèque centrale. Mais il faut encore d'autres efforts intensifs de la part de Buchholtz avant que la décision finale de l'assemblée municipale de fonder une bibliothèque municipale ne soit prise le 6 juin 1901.
Buchholtz créé une division systématique des fonds en 18 groupes principaux, qui est toujours utilisée par la bibliothèque principale.

## Travaux (sélection)
- Denkmäler im Dom zu Riga.
- Geschichte der Buchdruckerkunst in Riga 1588–1888. Festschrift der Buchdrucker Rigas zur Erinnerung an die vor 300 Jahren erfolgte Einführung der Buchdruckerkunst in Riga. Müllersche Buchdruckerei, Riga 1890.
- Die Volksbibliotheken und Lesehallen der Stadt Berlin 1850 bis 1900. Festschrift der Stadt Berlin zum 50jährigen Bestehen der Volksbibliotheken. Holten, Berlin 1900.
- Die Geschichte der Familie Lessing. 2 Bände. Von Holten, Berlin 1909 (Digitalisat).
- Ernst von Bergmann: mit Bergmanns Kriegsbriefen von 1866, 1870/71 und 1877. F. C. W. Vogel, Leipzig 1911. (Digitalisat)
- Carl Robert Lessings Bücher- und Handschriftensammlung. 3 Bände. Von Holten, Berlin 1916. (Digitalisat)